# Fédération de Norvège de natation
La Fédération de Norvège de natation (NSF), en norvégien : Norges Svømmeforbund, est l'organe national chargé de gérer et de promouvoir la pratique de la natation en Norvège.
Son siège social se situe à Oslo.
Le président s’appelle Per Rune Eknes.
Le vice-président est Svein-Harald Afdal.
L'organisme norvégien inclut 50 000 membres.
Elle a été fondée en 1910.

## Organisation

### Bureau
- Président : Per Rune Eknes
- Vice-président : Svein-Harald Afdal